# Blanfordimys bucharicus
Espèce
Statut de conservation UICN

 LC  : Préoccupation mineure
Blanfordimys bucharicus est une espèce de rongeurs de la famille des Cricétidés.